# Ernest Rubattel-Chuard
Pour les articles homonymes, voir Rubattel.
Ne doit pas être confondu avec Ernest Chuard.
Ernest Rubattel-Chuard, né Ernest Rubattel le 12 avril 1865 à Villarzel et mort le 23 mai 1908 à Lausanne, est une personnalité politique suisse, membre du Parti radical-démocratique.

## Biographie
De confession protestante, originaire de Villarzel, Ernest Rubattel est le fils de Charles Rubattel, agriculteur et inspecteur forestier, et de Louise Cachin. Il épouse Lucie Chuard, dont il associera le nom au sien. Il suit les cours de l'École d'agriculture de Rütti, sur la commune de Zollikofen, puis reprend le domaine familial. Spécialiste des questions d'élevage, il fonde et préside le syndicat d'élevage de la race bovine tachetée rouge. Il est membre du comité de l'Union suisse des paysans entre 1897 et 1908. Ernest Rubattel-Chuard est en outre lieutenant-colonel dans l'Armée suisse.

## Parcours politique
Membre du Parti radical-démocratique, Ernest Rubattel-Chuard est syndic de Villarzel de 1889 à 1906 ainsi que député au Grand Conseil vaudois entre 1893 et 1906. Il est en parallèle Conseiller national entre le 3 décembre 1900 et le 1er novembre 1906 avant d'être élu Conseiller d'État le 12 novembre 1906 ; il y est responsable du département militaire jusqu'en 1908,,.